# Szyłowo (stacja kolejowa)
Szyłowo (ros. Шилово) – stacja kolejowa w miejscowości Szyłowo, w rejonie szyłowskim, w obwodzie riazańskim, w Rosji. Położona jest na linii Moskwa – Riazań – Samara.

## Historia
Stacja powstała w XIX w. pomiędzy stacjami Szełuchowo i Nazarowka.